# فول بيرغ
فول بيرغ (بالإنجليزية: Ful Berg)‏ هو أحد جبال سلسلة جبال الألب بليسور وجزء من القمة الأم هوشفانغ يقع في كانتون غراوبوندن، سويسرا. يبلغ ارتفاع الجبل حوالي 2395 متر، بينما يبلغ ارتفاع نتوء الجبل 78 متر.